# Шуб, Эсфирь Ильинична
Эсфи́рь Ильи́нична Шуб (урождённая Рошаль, 4 (16) марта 1894, Сураж, Черниговская губерния, Российская империя — 21 сентября 1959, Москва) — советский кинорежиссёр, сценарист, киномонтажёр, киновед. Заслуженная артистка РСФСР (1935).

## Биография
Дочь страхового агента Гилеля Мееровича Рошаля (Рушаля). С 1911 по 1917 год изучала русскую литературу на Высших женских курсах в Москве. С 1919 по 1921 годы Эсфирь Шуб работала в театральном отделе Наркомпроса, в секретариате, была личным секретарём Всеволода Мейерхольда (заведующего театральным отделом Наркомпроса). С 1922 года работала на киностудии «Госкино». Была монтажёром иностранных фильмов, готовившихся к прокату в СССР, игровых фильмов киностудии, а также фильмов дореволюционной эпохи. С 1926 года — режиссёр киностудии Мосфильм (тогда — «Совкино»). С 1942 по 1953 годы — режиссёр Центральной студии документальных фильмов. Автор выпусков киножурнала «Новости дня».
Начинала как монтажёр, способная практически любой зарубежный фильм превратить в агитационный плакат. Документальные фильмы: «Падение династии Романовых» (1927), «Страна Советов» (1937), «Испания» (1939) и др.
Член объединения «Октябрь».
Похоронена на Новодевичьем кладбище (участок №5, ряд 38, место 1).

## Семья
- Муж и соратник — художник и теоретик искусства Алексей Ган.
- Двоюродный брат — сценарист Зиновий Борисович Роднянский; двоюродный племянник — композитор Евгений Эммануилович Жарковский[5].
- Брат — Исаак Ильич Рошаль, работал в системе Укркоопсоюза в Киеве.

## Фильмография
- 1924 — Остров юных пионеров, монтажёр
- 1925 — Морока, монтажёр
- 1925 — Первые огни, монтажёр
- 1925 — Перевал, монтажёр
- 1926[6] — Проститутка (Убитая жизнью), монтажёр
- 1926 — Абрек Заур, монтажёр
- 1926 — Господа Скотинины, монтажёр
- 1926 — Крылья холопа, монтажёр
- 1927 — Великий путь, режиссёр и монтажёр
- 1927 — Падение династии Романовых[7], режиссёр и монтажёр
- 1928 — Россия Николая II и Лев Толстой, режиссёр и монтажёр
- 1930 — Сегодня, режиссёр, монтажёр и автор сценарного плана совм. с М. Цейтлиным
- 1932 — К. Ш. Э. (Комсомол — шеф электрификации), режиссёр, монтажёр и автор сценарного плана
- 1934 — Москва строит метро, режиссёр, монтажёр и автор сценарного плана
- 1937 — Страна Советов, режиссёр и автор сценарного плана совм. с Б. Агаповым
- 1937 — Турция на подъёме, режиссёр и монтажёр
- 1939 — Испания, режиссёр и монтажёр
- 1940 — Кино за 20 лет, режиссёр совм. с Вс. Пудовкиным, монтажёр и автор сценария совм. с А. Мачеретом, Ю. Олешей, Вс. Пудовкиным
- 1941 — Фашизм будет разбит, режиссёр, монтажёр и автор сценария совм. с Б. Агаповым
- 1942 — Страна родная, режиссёр и монтажёр и автор сценарного плана
- 1946 — К пребыванию в Москве участников сессии исполкома международной демократической федерации женщин, режиссёр
- 1946 — Судебный процесс в Смоленске (Суд в Смоленске), режиссёр и автор сценарного плана
- 1947 — По ту сторону Аракса, режиссёр, монтажёр и автор сценарного плана
- 1949 — От чистого сердца, режиссёр и автор сценария

## Награды
- Орден «Знак Почёта» (1940)[8]

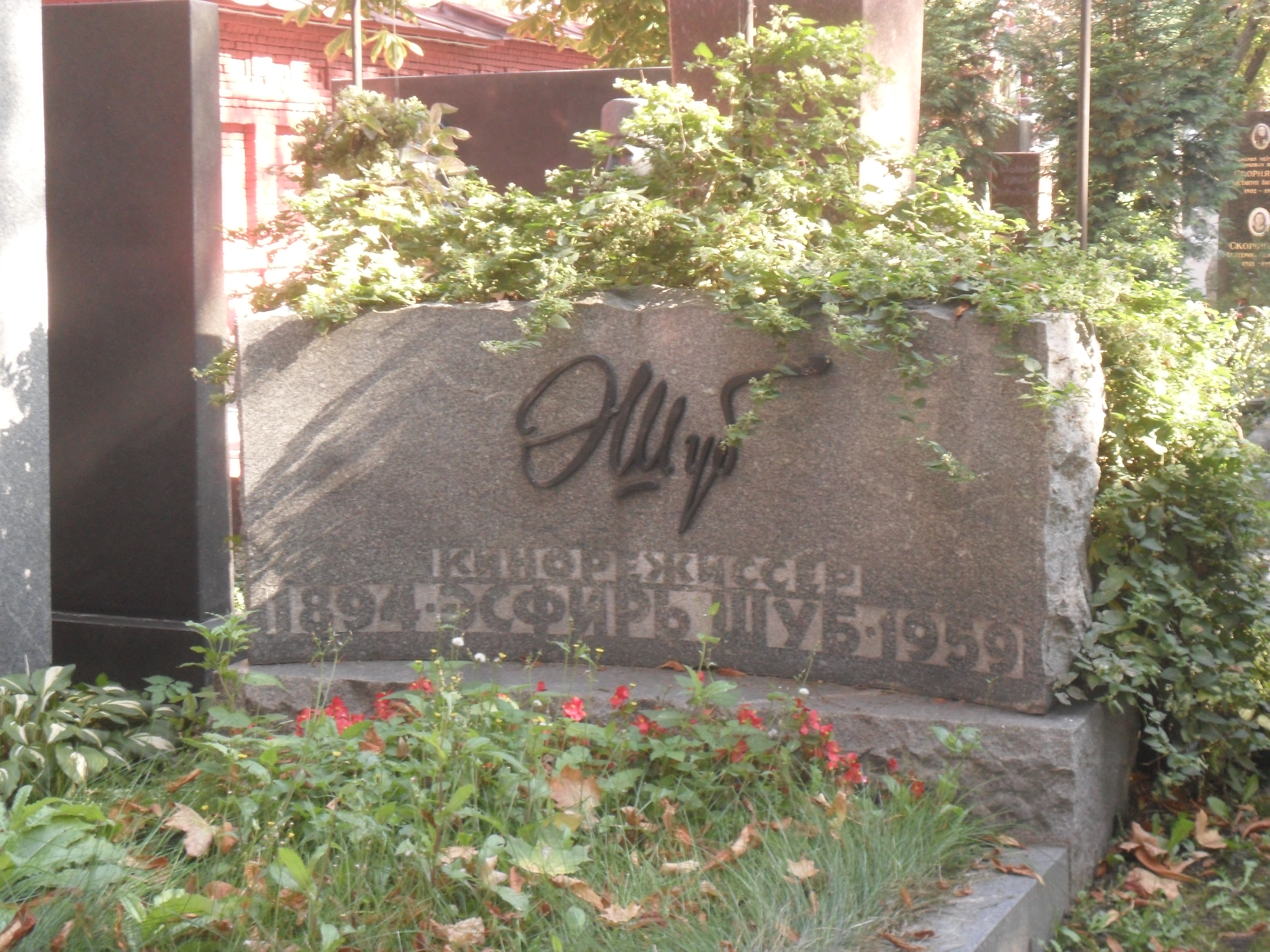
Могила Шуб на Москвы.

- Заслуженная артистка РСФСР (1935).

## Архив
В Российском государственном архиве литературы и искусства хранится личный фонд Э.И. Шуб, состоящий из 317 единиц хранения за 1890—1986 годы.
В фонде представлены литературные и режиссёрские сценарии, творческие заявки, сценарные планы, монтажные листы, дневниковые записи о работе над фильмами, в том числе, неосуществлёнными. Также здесь хранятся рукописи Эсфири Ильиничны, обширная переписка с С.М. Эйзенштейном, А.А. Фадеевым, Вс.В. Вишневским, И.Г. Эренбургом, Г.М. Козинцевым и др., биографические документы, рецензии на работы Шуб, многочисленные рисунки и фотографии.

## Комментарии
1. ↑  Ныне — Брянская область, Россия.